# 연합국의 독일에 대한 강간 범죄

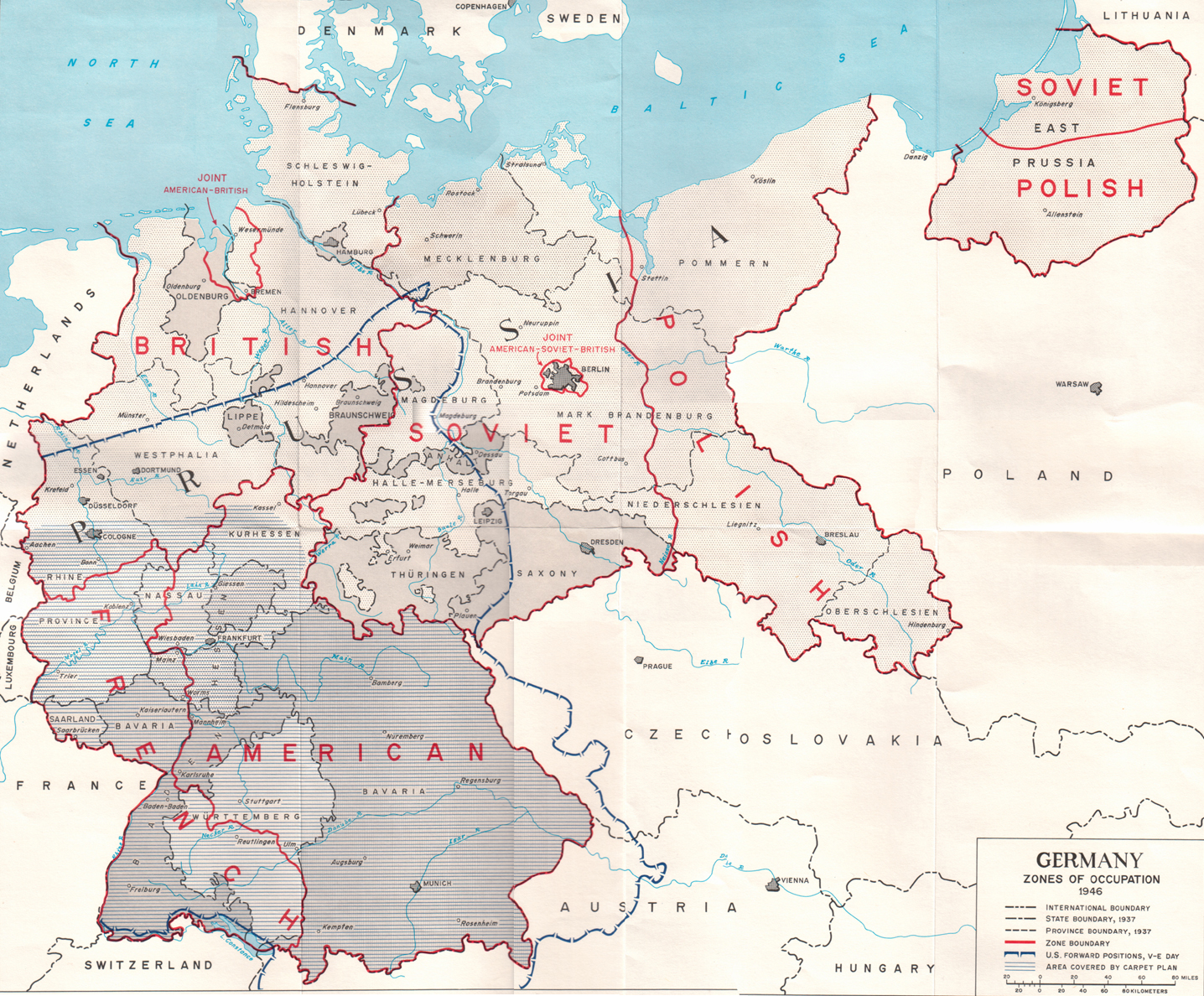
패전 후 나치 독일의 영토 변화와 점령 지역. 1945년 7월 미군이 철수한 엘베강 전선을 포함한다.

독일의 점령 기간 동안의 강간 범죄란 제2차 세계 대전 말기 및 종전 직후 연합군에게 접수된 독일 영토에서 연합군 병사들에 의해 자행된 독일 여성들에 대한 집단적 강간이다. 이 중 대부분이 소련 붉은 군대 병사들에 의한 것이었음에 대부분의 서방 학자들이 동의하고 있는 반면, 러시아 학자들은 이러한 성범죄가 광범위하게 퍼지지는 않았다고 주장한다. 연합군에 의한 독일 여성들의 강간 피해는 수십년 동안 언급 자체가 금기시되었다. 영국 역사학자 앤서니 비버는 내무인민위원회(NKVD) 문건들을 증거로 들어 소련 지도부가 이러한 실태를 알고 있었지만 멈추지 않았다는 내용의 책을 발표했고, 그의 책들은 일부 러시아 학교 및 대학들에서 금서로 지정되었다. 러시아 학자들은 이러한 견해에 동의하지 않으며 소련 지도부가 강간 방지를 위해 신속한 대처를 취했다고 주장하고 있다.
독일인 강간 피해의 절대 다수는 소련군의 점령 지역에서 발생했으며, 소련군 병사에게 강간당한 독일 여성의 수는 2백만 명 이상을 상회하는 것으로 추산된다. 대부분의 경우 피해 여성들은 한 차례만 강간당한 것이 아니라 여러 번에 걸쳐 윤간당했으며, 많은 경우 60에서 70회에 이르는 강간을 당하기도 했다. 이후 몇 개월에 걸친 낙태 시술 건수를 살펴보면 베를린 한 곳에서만 100,000 명 이상의 여성들이 강간당했음을 짐작할 수 있으며, 10,000 여명이 그 후유증으로 사망했다. 독일 전체의 강간으로 인한 사망자 수는 240,000 여명으로 추산된다. 비버는 소련군에 의한 독일 여성 강간을 역사상 가장 큰 규모의 집단강간이라고 규정한다. 그에 따르면 동프로이센-포메라니아-슐레지엔 지역만 따져도 최소 140만 명의 여성들이 강간당했다. 나탈랴 게세에 따르면 소련군 병사들은 8세부터 80세에 이르기까지 노소를 가리지 않고 독일 여성들을 강간했다. 러시아 여성들도 예외가 아니었는데, 당시 제1우크라이나 전선군 최선임 정치장교 치가느코프 대장이 모스크바로 보낸 보고서는 강제노동을 위해 동부 독일 지역으로 징용된 소련인 여성들이 집단강간의 피해자가 되고 있으며, 이들이 러시아로 돌아가 자신들이 당한 일을 퍼뜨리지 못하게 막을 필요가 있다고 밝히고 있다.

## 같이 보기
- 위안부
- 독일군 위안소
- 마로키나테
- 프랑스 해방 기간의 강간
- 특수위안시설협회
- 소련이 저지른 전쟁 범죄
- 미국이 저지른 전쟁 범죄
- 전시 성폭력